# Nguyễn Đình Chính
Nguyễn Đình Chính (1946), là một nhà văn, nhà thơ, nhà biên kịch Việt Nam, nguyên Phó Tổng biên tập tạp chí Diễn đàn Văn Nghệ Việt Nam. Ngoài ra, ông còn là một kỹ sư cầu đường. Ông là con trai của nhà văn Nguyễn Đình Thi.

## Tiểu sử
Nguyễn Đình Chính sinh ngày 28 tháng 10 năm 1946 tại số nhà 14 Nguyễn Thái Học (nhà bác sĩ Chính), Hà Nội. 
Ông là con trai thứ hai trong số ba người con của cố nhà văn Nguyễn Đình Thi (1924-2003) và bà Bùi Nữ Trâm Nguyệt Nga (1926-1951). Sau ngày toàn quốc kháng chiến (19 tháng 12 năm 1946), Nguyễn Đình Chính (lúc ấy chưa tới 2 tháng tuổi) và anh trai (2 tuổi) được mẹ bồng đi di tản lên Việt Bắc. Năm 1951, bà Nguyệt Nga mất vì trọng bệnh tại khu di tản, Nguyễn Đình Chính sống với bà ngoại. 
Năm 1955, Nguyễn Đình Chính về Hà Nội và học hết phổ thông.
Năm 1965, đi bộ đội. Năm 1968, tốt nghiệp kỹ sư cầu đường, tham gia đoàn 559. Năm 1972, thiếu úy.
Năm 1976, xuất ngũ, thương binh diện 2/4.
Nguyễn Đình Chính từng công tác nhiều năm trong các lĩnh vực điện ảnh, sân khấu và báo chí. Hiện ông sống ở Hà Nội.

## Tác phẩm

### Tác phẩm văn học
- Ngàn dặm xa (truyện, 1961)
- Xưởng máy nhỏ của tôi (tiểu thuyết, 1976)
- Một mùa hè (tiểu thuyết, 1978)
- Đá xanh ở thung lũng cháy (ký sự, 1978)
- Giếng chìm (tiểu thuyết, 1979)
- Khoảng trời cách biệt (truyện, 1980)
- Nhớ để mà quên (tiểu thuyết, 1981, 1998)
- Con phù du cánh mỏng (tiểu thuyết, 1981)
- Vụ áp phe Đông Dương (tiểu thuyết, 3 tập, 1986-1993)
- Đêm thánh nhân (trường thiên tiểu thuyết, 1990-1992, tập I 1998, tập II 2006). Tên khác là Ngày hoàng đạo.
- Một thời để nhớ (tiểu thuyết, 2001)
- Không có ngày và đêm (tiểu thuyết, 2002)
- Nơi tận cùng gió hú (tiểu thuyết, 2003)
- Mùa hè vội vã (tiểu thuyết, 2004)
- Chẹc Chẹc (tập thơ, 2010) 163 bài

### Kịch bản
- Rừng lạnh
- Bãi biển đời người
- Hồi chuông màu da cam
- Người trên mặt sông
- Hòn đảo chìm xuống
- Duyên nợ trần gian
- Tôi là người Việt Nam